# Украинство
Украи́нство (укр. українство), украи́нскость, украи́нская иде́я, украи́нская идентичность, украи́нский национа́льный прое́кт — сборное понятие, украинская нация с её языком и культурой, историей и государственностью; все жившие, живущие и будущие украинцы — живущие в Украине, граждане Украины, признающие себя украинцами в Украине и за её рубежами, ощущающие себя причастными к Украине и её культуре, происходящие из Украины, украиноязычные, украинские эмигранты, украинская диаспора; государствообразующий фактор Украины.
Украинскость — исторически сформировавшаяся система свойств и признаков, отличающая украинцев, украинское сообщество и культуру от прочих.
В начале XIX века означало любовь ко всему украинскому — к искусству, песне, традициям, устройству быта — и стремление к изучению и сбережению всего этого. В конце XIX — начале XX веков украинство означало украинское национальное движение, или осознанный выбор украинского как жизненной позиции.
Исторически один из вариантов формирования национальной идентичности восточнославянского населения Юго-Западной Руси, происходившего на рубеже XIX и XX веков. Отстаивало позиции автономизма, позже полной независимости, самостоятельного государственного строительства и политической ориентации на Запад, противопоставляя себя основной на тот момент малороссийской идентичности, а также галицкому русофильству («москвофильству»), которые стояли на позициях единения Руси и триединства русского народа. Понятие «украинство» получило распространение в публицистической и научной среде конца XIX — начала XX века в австро-венгерской Галиции, затем в Российской империи как среди самих украинофилов, так и среди их оппонентов — представителей русского (русофильского) движения.

## Историография

### Украинский национальный проект — сторонники и противники

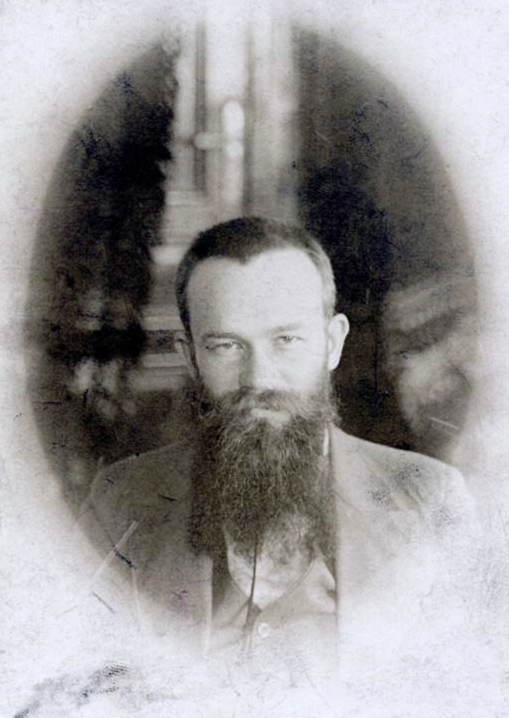
Михаил Грушевский

В 1906 году историк и один из лидеров украинского национального движения Михаил Грушевский опубликовал в Санкт-Петербурге отдельным изданием работу «Украинство в России, его запросы и нужды», представлявшую собой одну из глав его труда «Очерк истории украинского народа», где главной целью украинства определялась историческая необходимость уравнивания в правах украинского народа с великорусским. В 1912 году Грушевский опубликовал в только что открывшемся московском литературном журнале «Украинская жизнь» статью под названием «Украина и украинство», в которой выступил с жесткой критикой тех представителей «украинства», которые считают «украинское племя» неспособным к самостоятельной государственной жизни. Грушевский определил украинство как «прогрессивное, демократическое, социальное украинство, которое является выражением устремлений сознательной части украинского общества, это не теорема, произвольно выдуманная какой-то кучкой людей, но органический результат исторического процесса, логичный вывод из исторических условий украинской жизни и фактов его современных отношений», указав на историчность и мировоззренческую определённость понятия. Во многом такое понимание украинства сохраняется и в современности.
В 1912 году русский государственный чиновник и врач Сергей Щёголев издал в Киеве объёмную работу «Украинское движение как современный этап южнорусского сепаратизма», а в 1914 году — специальную работу, посвящённую анализу феномена украинства: «Современное украинство. Его происхождение, рост и задачи», где украинство рассматривалось как сепаратистское политическое движение. В 1917 году библиограф Владимир Дорошенко в Вене издал работу «Украинство в России. Новейшее время» (укр. «Українство в Росії. Новійші часи»), в которой изложил свой взгляд на предысторию формирования украинства и сделал вывод, что сознательное украинство (укр. свідоме українство) сформировалось в России в конце 1890-х гг.
В статье историка-слависта Андрея Стороженко «Малая Россия или Украина?», которая была издана в 1918 году в Киеве в сборнике «Малая Русь» под редакцией Василия Шульгина (а затем и в Одессе), украинство рассматривалось как здание, построенное на идейном фундаменте, заложенном в XIX веке представителями особенной «украинской» школы польских учёных и поэтов.
После революции и Гражданской войны, закончившейся образованием УССР и установлением советской власти на большей территории Украины, а также вхождением Западной Украины в состав Польши, Чехословакии и Румынии, научное изучение феномена украинства в СССР и странах Восточной Европы практически не осуществлялось.
Однако нужно отметить книги историка Галицкой Руси Василия Ваврика «Галицкая Русь в 1914» и отрывки из неё под названием «Терезин и Талергоф» (Львов, 1928). И написанные перед войной, но изданные уже после неё статьи Ильи Тёроха (1880—1942; публиковался также как Терох, Терех) «Украинизация Галичины» и д-ра Алексея Геровского «Украинизация Буковины».

Николай Ульянов

В среде эмиграции происходила некоторая научная дискуссия между представителями украинской и русской политической эмиграции, состоявшая преимущественно в критике украинства эмигрантскими историками общерусской ориентации, в частности, князем Александром Волконским «Историческая правда и украинофильская пропаганда» (1920 г.), «Малоросс и украинец» (1929) который издал в 1925 году в Берлине работу Андрея Стороженко, «Украинское движение. Краткий исторический очерк, преимущественно по личным воспоминаниям», а также историком Иваном Лаппо, издавшим в Ужгороде (входившем тогда в состав Чехословакии) в 1926 году работу «Происхождение украинской идеологии Новейшего времени». Однако масштабы научной дискуссии и изучения феномена украинства в этот период в целом были невелики и в дальнейшем переместились преимущественно в публицистическую среду. Среди которых можно отметить статью «Малороссы мы или украинцы?» Борис Башилов (Юркевич), впервые издана в русском бразильском журнале «Владимирский Листок» в 1952 году. Исследование И. Бутенко «Что должен знать каждый об украинцах», Мюнхен, 1948 г.
В послевоенный период в эмиграции вышло исследование «Происхождение украинского сепаратизма» (1966) русского историка и писателя Николая Ульянова. В нём Ульянов подробно рассматривает развитие движения за автономию и независимость Украины, происхождение и эволюцию украинской национальной идеи, начиная с периода запорожского казачества и заканчивая XX веком. В отличие от других русских исследователей Украины консервативного направления, Ульянов усматривает истоки украинского сепаратизма не во влиянии Польши, а в явлении запорожского казачества.

### Современное состояние изучения
Новая актуализация исследования украинских движений произошла с распадом СССР и провозглашением в 1991 году независимости Украины. В России исследованию украинства посвящены работы сотрудника Института славяноведения РАН Олега Неменского. На Украине в 2001 году была издана статья И. Полищук, посвящённая изучению ментальности украинства.

## История

### Появление
Среди исследователей отсутствует единая точка зрения о времени и месте выделения из украинофильства феномена политического украинства. Также дискуссионным является вопрос об основных движущих силах его формирования.
По мнению историка Алексея Миллера украинская идентичность как особая национальная, отрицающая общерусскую концепцию, впервые была ясно сформулирована членами Кирилло-Мефодиевского братства в 1840-е годы. В 1847 году ряд членов общества был арестован и выслан, деятельность была возобновлена в 50-60-е годы, одновременно наметился раскол между сторонниками собственно украинской и малороссийской ориентации. Данное противостояние усилилось после Валуевского циркуляра и Эмсского указа, резко ограничивших использования украинского языка в образовании и науке. Однако даже среди сторонников украинства вплоть до конца XIX века за немедленное отделение Украины выступали очень немногие. В Галиции похожий конфликт был между «русофилами» и «народовцами». При этом в свою очередь между восточными украинофилами и галицкими народовцами также существовало неприятие.
Российский историк Николай Горелов в качестве иллюстрации украинской политической мысли начала XX века приводит слова графа Адама Монтрезора об украинском мыслителе Вячеславе Липинском:

До Липинского «украинство» было как будто чем-то абстрактным. Реальная жизнь шла вне его или мимо него, трансформируясь в другие жизненные формы. До него «украинство» было вне пределов жизни, — той самой будничной, реальной жизни… Оно могло быть, или его могло и не быть, ибо взаимоотношения территориальных сил и факторов формировались независимо от него, равнодушно к нему, да и оно, это «Украинство» равнодушно к ним относилось, живя своей внутренней, отдельной жизнью, так сказать — профессиональной

Дискуссионным является вопрос о том, кого уместно считать родоначальниками украинства. Исследователь В. А. Гулевич к родоначальникам украинства, уделявшим в украинском национализме основное внимание его политическому аспекту, относит таких общественных и научных деятелей как Юрий Липа, Дмитрий Донцов, Михаил Колодзинский, Степан Рудницкий.

### В Австро-Венгрии
Научный сотрудник Отдела истории средних веков Института славяноведения РАН Олег Неменский датой «первой публичной презентации украинства» называет 25 ноября 1890 года. В этот день в сейме Галиции депутаты Юлиан Романчук (представитель «Русского клуба», в который входило 16 депутатов сейма) и Анатоль Вахнянин заявили с трибуны сейма, что «православно-униатское население Галицкой Руси, называющее себя русским, на самом деле не имеет ничего общего с русским народом», а является украинцами. Неменский называет это событие началом «Новой эры» в политической жизни Галиции. В 1895 году в сейме уже была представлена не русская делегация, а украинская.
Представители украинского движения (украинской партии) считали галицийских русинов частью самостоятельного украинского народа, рассматривали Галицию как своего рода лабораторию, в которой нарабатывался опыт культурной, общественно-политической, экономической работы, который затем мог бы быть перенесён на территорию Малороссии. Так, согласно концепции Михаила Грушевского, Галиция на протяжении многих лет играла роль «культурного арсенала, где создавались и совершенствовались средства национального культурного и политико-общественного возрождения украинского народа». Именно такой взгляд на Восточную Галицию как на центр формирования украинской национальной идентичности в конце XIX — начале XX вв. и получил дальнейшее развитие в исторической литературе. Применительно к активистам украинского движения использовался также политоним «народовцы», возникший после создания в 1885 году первой украинской политической организации «Народная Рада». Сами представители этой партии нередко говорили о себе именно как об украинцах, желая подчеркнуть общенациональный характер своих устремлений. Принятие в 1907 году нового избирательного закона в Габсбургской империи позволило представителям местного восточнославянского населения создать собственные парламентские представительства. Депутаты «Украинского клуба» заняли активную позицию, используя максимально широкий спектр методов парламентской борьбы. Постепенно влияние представителей украинского движения на ситуацию внутри Австро-Венгрии возрастало, что, в свою очередь позволило украинцам (то есть сторонникам украинской идеи) заявлять о себе как о выразителях интересов всего восточнославянского населения империи. Единый парламентский клуб, объединивший галицийских и буковинских украинцев, был создан только в 1911 г., в остальном же представители украинства в Галиции и Буковине действовали самостоятельно.
Джон-Пол Химка, один из наиболее авторитетных современных специалистов по истории Галиции, полагает, что если бы Российская империя получила Восточную Галицию после Венского конгресса 1815 года или даже оккупировала её в 1878 году в ходе Балканского кризиса, то административными запретами, точечными репрессиями, торможением социального развития и популярностью галицкого русофильства украинское национальное движение было бы полностью уничтожено на всей территории современной Украины.

### В Российской империи
По мнению кандидата философских наук В. Б. Колмакова, украинству в Российской империи положило начало Кирилло-Мефодиевское братство в 1840-е гг., которое, по словам исследователя, находясь «под явным польским влиянием», впервые ориентировалось уже на «достижение единственной цели: отделить малороссов от России не только в культурном, но и в политическом смысле, сделать из них украинцев».
Новый всплеск украинства в Российской империи соотносится с периодом 1860—1870-х гг. и связывается с идеями Михаила Драгоманова, который «под влиянием марксизма проповедовал социализм и утверждал, что украинская нация должна вернуться в семью культурных европейских народов, в которую она входила до конца XVII века». Драгоманов выдвинул первую социально-политическую программу постепенного развития украинского народа и литературы, борьбы за права украинцев. В своей работе «Литература русская, великорусская, украинская и галицкая» (1872) он определил великорусскую и украинскую литературы как подвиды одной общерусской литературы, распределяя их по темам текстов и типам изображаемых персонажей, и чётко разделил украинскую и галицкую. Судьба украинской литературы мыслилась им неразделимо с русской и Драгоманов настаивал на особом внимании, которое должны уделять украинские авторы русской литературе. При этом он разработал план литературных трудов, которые могли бы вывести украинскую литературу в России из маргинального состояния, а галицкую — в ранг самостоятельной литературы. В то же время Драгоманов заявлял, что московский царизм — это национальная святыня украинцев, ибо ей с чистым сердцем служила в XVII—XIX веках вся украинская элита, а народ всегда имел значительный пиетет к батюшке-царю. Из русских украинцев один лишь Шевченко был радикальным антимонархистом, и его влияние считалось намного более значимым, чем влияние, к примеру, Галиции.
Русскими властями украинство в этот период рассматривалось как течение «беспочвенное, искусственное, изменническое». Его опасность заключалась в нацеленности «на разрушение единства русской нации и государства, на то, чтобы отобрать тем самым часть национальной территории вместе с Киевом — „матерью городов русских“».
Следующий этап украинского движения начался с создания в русской Украине «Братства тарасовцев», а потом и украинской радикальной партии Михновского (1890—1900), когда были озвучены лозунги украинского (теперь уже действительного, а не воображаемого) сепаратизма. Основное направление украинского движения, которое только в 1880-90-е гг. вышло на политическую арену, было федералистским. «Товариство українських поступовців», украинские партии 1905—1906 (кроме УРП) были федералистским — так же, как и в Галиции, где задачей радикалов вообще была работа над сознанием и общественной активностью народа. Так украинское движение переходило в новую эпоху — XX век с политическими массовыми партиями и борьбой за национальное самоопределение.

### В эмигрантской среде
Сторонники и противники украинства в эмиграции оказались приблизительно в равном положении — обе стороны были лишены собственного государства, научно-методической базы и возможности проведения масштабного исследования своих теорий, а также широкого распространения своих идей. Так, например, организованный русскими эмигрантами в Югославии Национальный союз нового поколения, осуществляя подготовку своих членов к роли, которую, по мнению союза, они «должны будут сыграть в судьбах будущей России», рассмотрел вопросы национальностей, и, в частности, украинский вопрос. Взглядам на решение этого вопроса был посвящён специально изданный во второй половине 1930-х гг. исполнительным бюро Союза «Конспект Х». С критикой этого документа выступили сторонники украинофильства. Под псевдонимом А. Чигирин в Париже в 1937 году была издана работа «Украинский вопрос в освещении „Конспекта Х“ исполнительного бюро совета» c резкой критикой программных положений Союза. Позднее, в конце 1938 года с Чигириным в полемику вступил русский эмигрант Василий Шульгин, подвергнувший в свою очередь уже его критике в своей работе «Украинствующие и мы», выпущенной сначала в виде статьи в газете РОВС «Русский голос», а затем изданной отдельной брошюрой в Белграде тиражом 500 экземпляров. Чтобы брошюра не получила широкого распространения, противники Шульгина выкупили и уничтожили практически весь тираж этой брошюры. Преимущественно в подобном публицистически-полемическом ключе происходило обсуждение проблематики украинства в эмигрантской среде.

### В современной России и на Украине
На современном этапе, после распада СССР и создания независимой Украины сторонники развития украинской нации за редкими исключениями практически полностью отказались от использования термина «украинство» в качестве идентификатора украинских движений. В то же время, противники украинского национализма продолжают использовать термин для идентификации процесса построения украинской нации как политического движения, вкладывая в термин преимущественно негативные коннотации. В научной среде в настоящее время сформировалось мейнстримное представление украинства для оценки феномена формирования украинской нации как политической идеологии.

## Оценка

### Научная
Первые попытки анализа украинства как социально-политического феномена в научной среде известны с начала XX века.
Доктор политических наук Сергей Малахов характеризует украинство на всех этапах его развития как сецессионизм — идеологию этнически мотивированного сепаратизма. С этой оценкой соглашается также и В. Колмаков.

### Публицистическая

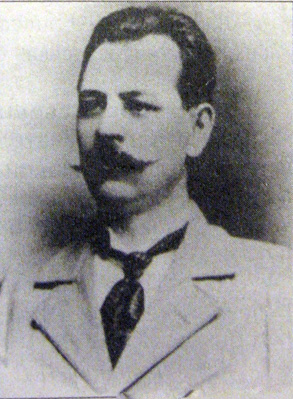
Осип Мончаловский

В 1904 году галицкий русский публицист, общественный деятель и историк Осип Мончаловский, активный оппонент украинства, в работе «Главные основы русской народности» одним из первых выразил свой взгляд на явление украинства, согласно которому:

…украинствовать значит: отказываться от своего прошлого, стыдиться принадлежности к русскому народу, даже названий «Русь», «русский», отказываться от преданий истории, тщательно стирать с себя все общерусские своеобразные черты и стараться подделаться под областную «украинскую» самобытность. Украинство — это отступление от вековых, всеми ветвями русского народа и народным гением выработанных языка и культуры, самопревращение в междуплеменной обносок, в обтирку то польских, то немецких сапогов: идолопоклонство пред областностью, угодничество пред польско-жидовско-немецкими социалистами, отречение от исконных начал своего народа, от исторического самосознания, отступление от церковно-общественных традиций. Украинство — это недуг, который способен подточить даже самый сильный национальный организм, и нет осуждения, которое достаточно было бы для этого добровольного саморазрушения!

«Узкое украинство — писал в 1918 году гетман Украинской державы Павел Скоропадский — исключительно продукт, привезенный нам из Галиции, культуру каковой целиком пересаживать нам не имеет никакого смысла: никаких данных на успех нет и это является просто преступлением, так как там, собственно, и культуры нет».
Один из лидеров Белого движения Антон Деникин в своём сочинении "Очерки русской смуты" следующим образом высказался по теме украинства: «Ни о каком украинском независимом государстве не может идти речи. Их лидеры, вчерашние батраки у малорусских сахарозаводчиков и польских магнатов, считают, что государство - это село, что они могут его построить будто вскопать огород после пляшки горилки. Украинство - эталон бахвальства и местечковой ограниченности, не видящей ничего дальше канавы своего хутора.»

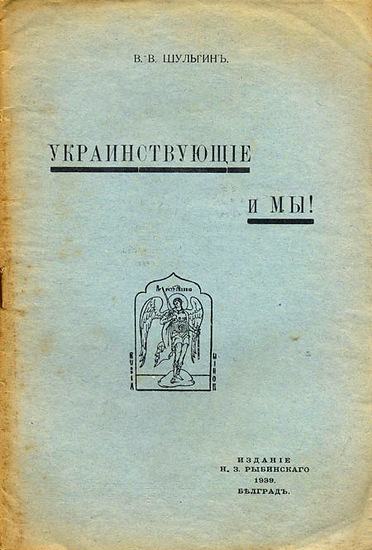
Обложка брошюры Василия Шульгина «Украинствующие и мы», Белград, 1939

Эмигрант и политический деятель русского национального и монархического направления Василий Шульгин в статье, а затем и отдельной брошюре «Украинствующие и мы», изданной в 1939 году в Белграде, выступил с резкой критикой украинства, которое назвал «сектантством» и политическим заблуждением. Также он изложил теорию с классификацией украинствующих на три типа: честные и незнающие (те, кого обманывают), нечестные и знающие (те, кто обманывают), и честные и знающие (маньяки раскола).
По мнению Владислава Суркова, украинство представляет собой специфическое расстройство умов, вызванное доведённым до крайних степеней увлечением этнографией.